# Schubvaren
De schubvaren (Asplenium ceterach, synoniem: Ceterach officinarum) is een varen die behoort tot de streepvarenfamilie (Aspleniaceae). De soort staat op de Nederlandse Rode lijst van planten als zeer zeldzaam, maar stabiel of iets in aantal toegenomen. De plant is wettelijk beschermd. De plant komt voor in India, Afrika en Europa.
De schubvaren groeit op oude muren. Bij droogte rollen de bladen op.
De plant wordt 5–20 cm hoog.
De leerachtige bladen zijn gelobd tot veerdelig of lijnvormig en soms aan de voet geveerd. Op de onderkant van de bladslippen zitten de sporangiënhoopjes bedekt met schubben. Ook langs de zijnerven zitten sporangiënhoopjes maar hier zijn deze bedekt met een zeer kort vliesje of helemaal niet bedekt. Bij rijpheid worden de vliesjes bruinrood. De sporangiënhoopjes zijn van juni tot oktober aanwezig.

## Plantensociologie
De schubvaren is een kensoort voor de muurvaren-associatie (Asplenietum rutae-muraria-trichomanis).